# 紀元前498年
紀元前498年（きげんぜん498ねん）は、ローマ暦の年である。
当時は、「クィントゥス・クロエリウス・シクルスとティトゥス・ラルキウス・フラウスが共和政ローマ執政官に就任した年」として知られていた（もしくは、それほど使われてはいないが、ローマ建国紀元256年）。紀年法として西暦（キリスト紀元）がヨーロッパで広く普及した中世時代初期以降、この年は紀元前441年と表記されるのが一般的となった。

## 他の紀年法
- 干支 : 癸卯
- 日本
  - 皇紀163年
  - 懿徳天皇13年
- 中国
  - 周 - 敬王22年
  - 魯 - 定公12年
  - 斉 - 景公50年
  - 晋 - 定公14年
  - 秦 - 恵公3年
  - 楚 - 昭王18年
  - 宋 - 景公19年
  - 衛 - 霊公37年
  - 陳 - 湣公4年
  - 蔡 - 昭侯21年
  - 曹 - 伯陽4年
  - 鄭 - 声公3年
  - 燕 - 簡公7年
  - 呉 - 闔閭17年
- 朝鮮
  - 檀紀1836年
- ベトナム :
- 仏滅紀元 : 47年
- ユダヤ暦 : 3263年 - 3264年

## できごと

### ギリシア
- アレクサンドロス1世はアミュンタス1世の後を継いでマケドニア王国の王になった。
- アテナイとエレトリアは、イオニアからの請願に応えてペルシアに対抗するためにエフェソスに軍を送った。ここでイオニア軍と合流し、リディアのサトラップであるアルタフェルネスの治めるサルディスに侵攻した。アルタフェルネスは軍の大半をミレトスの包囲に送っており不意を突かれたが、要塞に逃げ込むことができた（イオニアの反乱）。ギリシア軍は要塞を攻めることはできなかったが、サルディスの町を略奪し、焼き払った。
- 湾まで退却したところで、ギリシア軍はアルタフェルネスの率いるペルシア軍と出会い、エフェソスの戦いでこれを破った。
- カウノス（英語版）とカリアもビュザンティオンやダーダネルス海峡の町に続いてペルシアに対して反乱を起こした。また、オネシルスが非ペルシア系の兄弟であるゴルゴスからサラミス王の座を奪うと、キプロスも反乱に加わった。

### シチリア
- ジェーラの僭主Cleanderが暗殺されると、代わって権力を握った弟のHippocratesは、シラクサの植民都市カマリナを征服したが、コリントやケルキラの介入により、シラクサを占領することはできなかった。

### 中国
- 衛の公孟彄が曹を攻撃し、郊を攻め落として凱旋した。
- 魯の子路が季孫氏の宰となり、三桓氏の拠点である費・郈・成を取り壊そうとした。費の宰である公山不狃と叔孫輒が曲阜を襲い、定公は三桓とともに季孫氏の宮に入り、武子の台に登った。孔子が申句須と楽頎に命じて費の兵を攻撃すると、費の兵は敗走して、公山不狃と叔孫輒は斉に亡命した。費の城は破却された。
- 斉と魯が黄で会盟した。
- 魯の定公が成を包囲した。

### 文学
- 現存する最古のギリシア語の詩であるピンダロスのepinikion (Pythian ode 10)が書かれた。

## 死去
- アミュンタス1世:マケドニア王国の王（紀元前540年生）
- Cleander:ジェーラの僭主